# Marian Kulczewski
Marian Kulczewski (ur. 30 stycznia 1922 w Kazimierzu Biskupim, zm. 28 grudnia 2006 w Leicester) – sierżant pilot, polski lotnik 304 Dywizjonu Bombowego, odznaczony Medalem Lotniczym oraz trzykrotnie Krzyżem Walecznych.

## Życiorys
Marian Kulczewski urodził się 30 stycznia 1922 roku w Kazimierzu Biskupim. Będąc nastolatkiem zamieszkał u krewnego w Łomiankach, niedaleko Warszawy. Jego sąsiadem był wtedy porucznik pilot, który, widząc w nim zamiłowanie do lotnictwa, pomógł mu dostać się do Szkoły Orląt w Dęblinie. W Dęblinie jednym z jego opiekunów był Witold Urbanowicz. W 1939 roku, pomimo nieukończenia kursu wyższego pilotażu, został przydzielony do 111 eskadry myśliwskiej. Służył tam pod komendą kpt. pil. Gustawa Sidorowicza.
1 września 1939 roku przebywał na lotnisku polowym w Zielonce, niedaleko Warszawy. Stamtąd obserwował jedne z pierwszych stać lotniczych II wojny światowej. 2 września 1939 roku stacjonował już na lotnisku polowym w Poniatowie. Kilka godzin wcześniej, przelatując nad Warszawą, obserwował nalot lotniczy na pociąg wypełniony cywilami. Niedługo później, stacjonując na lotnisku, doświadczył bombardowania przez Luftwaffe. Po ataku ewakuował się z innymi ocalałymi pilotami do Rumunii.
Umieszczono go w obozie dla internowanych, z którego uciekł po wyrobieniu fałszywych dokumentów. Po ucieczce udał się na Maltę, a w listopadzie 1939 roku do Francji. Po ataku Niemiec na Francję Kulczewski, z grupą zaprzyjaźnionych polskich pilotów, przedarł się w maju 1940 roku do portu w La Rochelle, z którego odpłynął do Anglii.
W Wielkiej Brytanii wstąpił do Polskich Sił Powietrznych i otrzymał numer służbowy RAF 783094. Został przydzielono do 304 Dywizjonu Bombowego Ziemi Śląskiej im. ks. Józefa Poniatowskiego. 14 lipca 1944 r. jego załoga przeprowadziła udany atak na U-boota, który zakończył się jego uszkodzeniem. Służył w nim do końca wojny jako pilot, a także jako instruktor, szkoląc strzelców pokładowych, nawigatorów i bombardierów. Pod koniec II wojny światowej przeczesywał morza w poszukiwaniu niemieckich łodzi podwodnych na odcinku Norwegia–Hiszpania.
Po wojnie Kulczewski został zdemobilizowany. Przez kolejne dwa lata nie mógł znaleźć pracy, jednak w końcu zatrudnił się w angielskim lotnictwie transportowym, przepracowując w nim dwadzieścia lat. Karierę lotniczą zakończył na odrzutowcu Avro 698 Vulcan, który mógł zabrać na pokład bombę atomową.
Na zlocie Lotników Polskich w Dęblinie przekazał muzeum Wojska Polskiego, wyhaftowany w Wilnie podczas II wojny światowej, sztandar Polskich Sił Zbrojnych.
Marian Kulczewski zmarł 28 grudnia 2006 r. w Leicester w Wielkiej Brytanii. Tam też został pochowany.